# Batalla de Las Playas
La batalla de Las Playas en la que el general Wenceslao Paunero, comandante de las fuerzas que respondían al nuevo presidente de la República Argentina Bartolomé Mitre, líder del partido liberal vencedor en Pavón, derrotó a Ángel Vicente Peñaloza, caudillo de la resistencia armada federal, fue librada el 28 de junio de 1863 en la provincia de Córdoba.

## Antecedentes

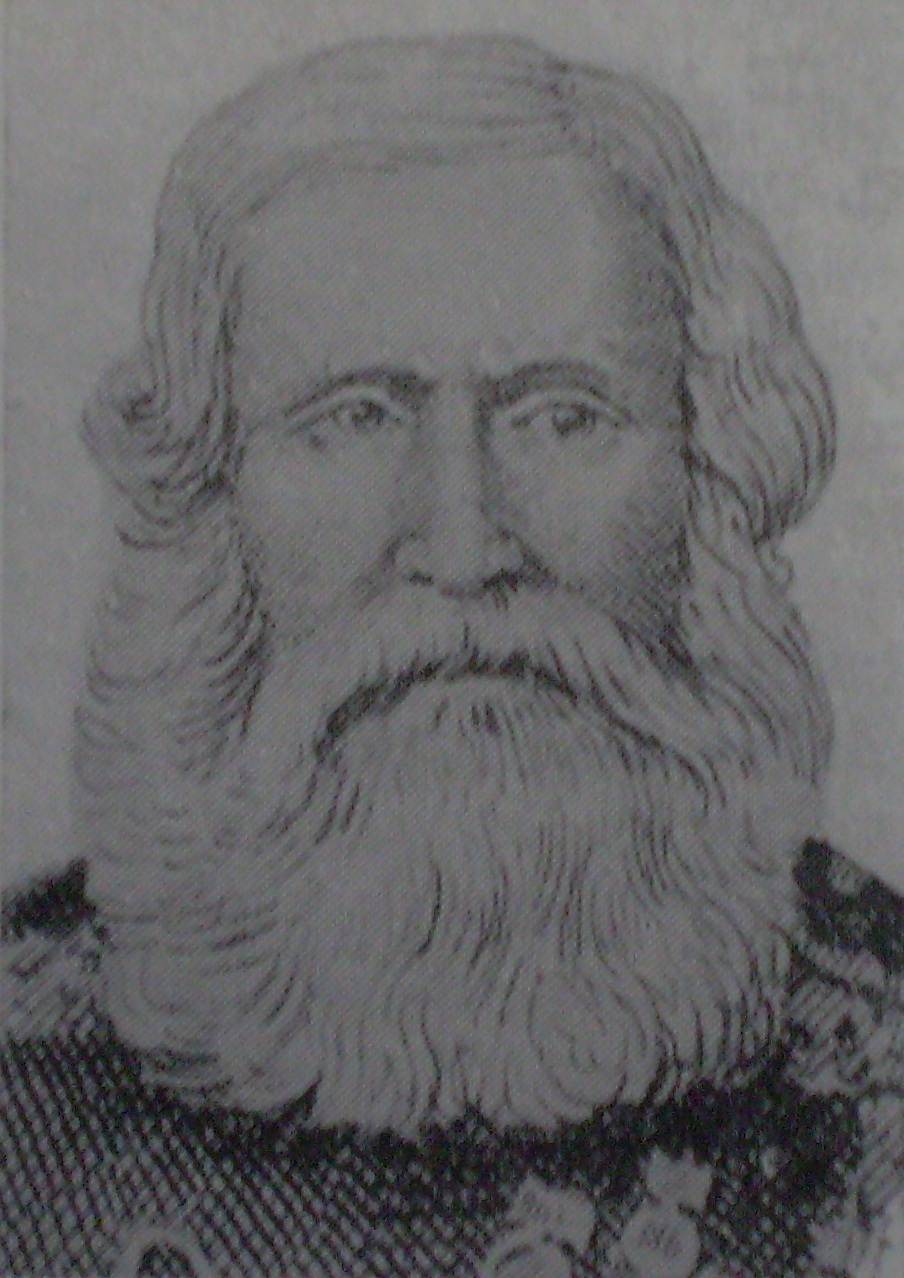
Wenceslao Paunero

El 10 de junio de 1863 una revolución en la provincia de Córdoba, encabezada por el sargento Simón Luengo, derrocó al gobernador Justiniano Posse, partidario de Bartolomé Mitre, e impuso como nuevo gobernador a José Pío Achával, líder de los federales, llamados "rusos" en contraposición a los "aliados", liberales.
Ante la previsible respuesta militar del gobierno nacional, Pío Achával llamó en su auxilio al Chacho Ángel Vicente Peñaloza, quien marchó de inmediato al frente de sólo 100 riojanos y entró en la ciudad de Córdoba el 14, ya con 400 hombres de tropa. El 17 incorporó 300 cívicos, milicias de la provincia y en los siguientes días llegó a levantar un ejército de 2.000 hombres, mal montados y peor armados.
Wenceslao Paunero ordenó un reagrupamiento de las fuerzas nacionales en Anisacate, a escasos 47 km de la ciudad de Córdoba, donde convergieron con rapidez alrededor de 3.500 hombres de los regimientos de caballería de línea 1°, 2° (Fraile Muerto, comandante Villar) y 7° (Río Cuarto, coronel Baigorria), 3 batallones de infantería y contingentes de Guardias Nacionales, con los que marchó sin demora a Malagüeño, a 25 km de Córdoba, siguiendo sin detenerse hacia la capital provincial. 

## Despliegue
Peñaloza, sin tiempo ya para preparar sus fuerzas y obligado a presentar batalla, resolvió no defender la ciudad para evitar el consiguiente daño a su población e infraestructura y adelantó su ejército al campo de Las Playas, 7 km al suroeste de la capital, en el Departamento Capital, en los actuales terrenos de la Escuela de Suboficiales de Fuerza Aérea y FADEA
Allí, Peñaloza desplegó sus fuerzas, unos 2000 hombres, de la siguiente manera:
- Ala derecha: dos divisiones de caballería al mando del coronel Juan Gregorio Puebla
- Centro, 700 hombres al mando del coronel José Avelino Burgoa, distribuidos en una casa y cercos y zanjas cercanos.

De derecha a izquierda:
Batallón N° 1 de infantería, mayor Asencio Palacios
Batallón N° 2 de infantería, mayor Rafael Gigena
Batallón N° 3 de infantería, mayor Domingo Cuello
Artillería: una pieza volante
- Ala izquierda: una división de caballería al mando del coronel Fructuoso Ontiveros
- Reserva: 1 destacamento de caballería y un batallón de infantería al mando de Felipe Varela. Un destacamento de caballería de escolta al mando del mismo Peñaloza

En las primeras horas del 28 de junio de 1863 el ejército "nacional" se hizo presente en el campo de batalla. 
Paunero desplegó sus fuerzas de la siguiente manera:
- Ala derecha: 10 escuadrones de caballería desplegados en escalón al mando del coronel Ambrosio Sandes
- Centro: al mando directo del general Paunero, incluyendo de derecha a izquierda

Batallón N° 1 de infantería, 3 compañías escalonadas al mando del mayor Julio Campos
Batallón N° 2 de infantería, 3 compañías escalonadas al mando del mayor Manuel Morillo
Batallón N° 3 de infantería, 3 compañías escalonadas al mando del mayor Nicanor Quirno
- Ala izquierda, de derecha a izquierda;

División de caballería con 6 escuadrones escalonados al mando del coronel Manuel Baigorria, apoyando la infantería
Dos escuadrones de caballería (100 Guardias Nacionales) al mando del mayor Juan Ayala, apoyando a:
División de caballería con 6 escuadrones escalonados al mando del coronel Luis Álvarez
- Reserva: 6 escuadrones de caballerìa al mando del teniente coronel Benito Nazar.

Las tropas nacionales contaban con los primeros fusiles Enfield, de superior desempeño a los viejos fusiles de chispa utilizados por las montoneras.
Separaban a los contendientes una chacra en el centro y más allá el camino de San Roque a Córdoba.

## Batalla de Las Playas

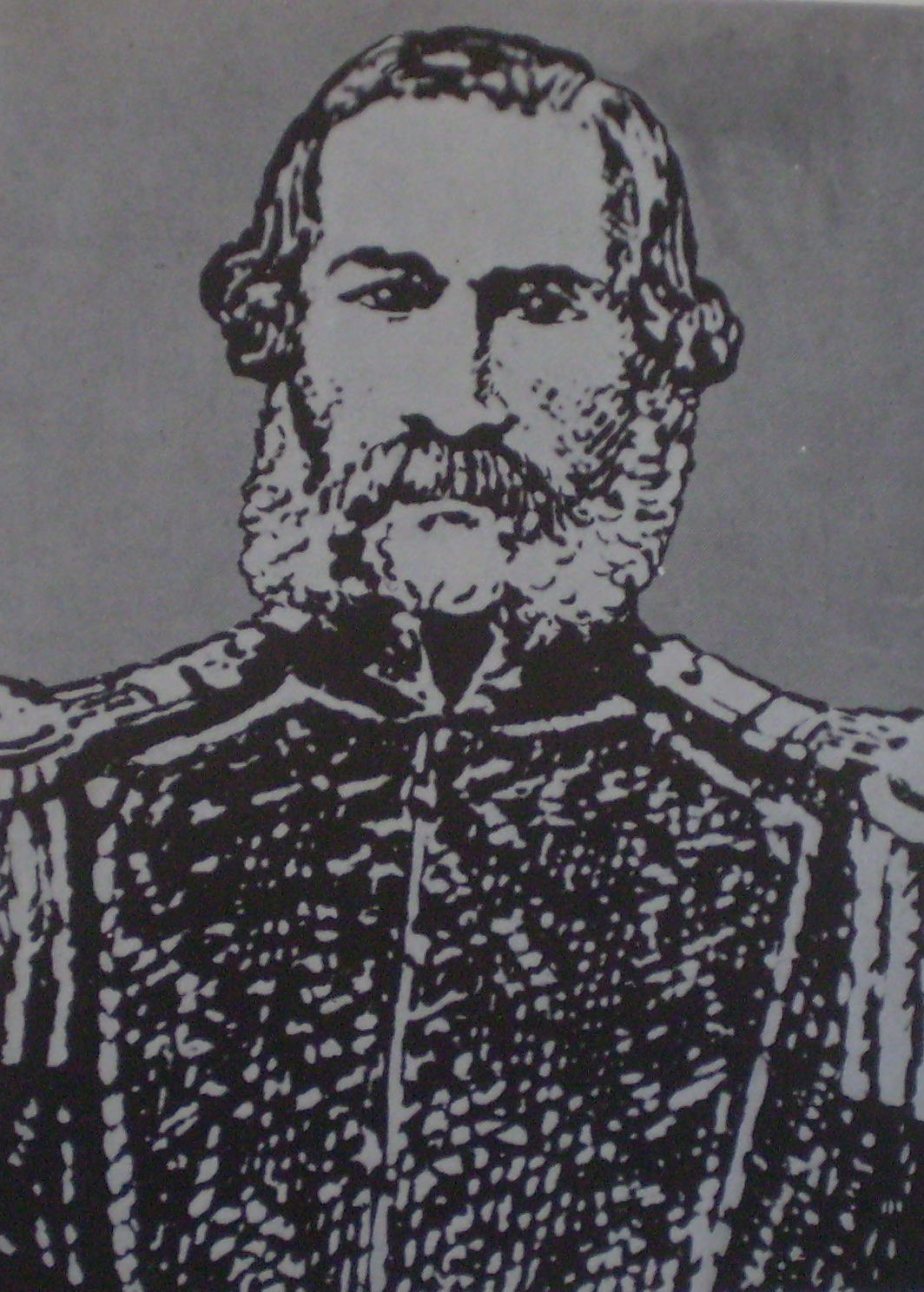
Ángel Vicente Peñaloza

Paunero lanzó su infantería por el centro en masa y columnas paralelas mientras el ala derecha cargaba sobre la izquierda enemiga, reforzada oportunamente por Varela, quien resultó gravemente herido. La derecha federal se dispersó y la caballería de Sandes en conjunto con la infantería arrolló el centro. En pocos minutos la batalla estaba decidida y se convertía en pura masacre. 
La caballería mitrista persiguió a los federales por tres leguas. En el campo quedaron 300 muertos y 740 prisioneros y heridos federales y sólo 14 muertos y 20 heridos de Paunero, quien tomó un cañón y 300 fusiles.
En el primer parte, Paunero alababa a Sandes y a la Guardia Nacional, incluso reconocía a sus adversarios al afirmar que "los malditos mulatos rusos de Córdoba se han batido con un arrojo digno de mejor causa".
En el parte oficial del día siguiente a la batalla, detallaba: "Ha caído en nuestro poder toda la infantería del enemigo, una pieza de artillería y dos banderas, no habiendo huido del campo una sola partida que alcance a 20 hombres, por lo que es muy probable que caigan en nuestras manos los principales cabecillas en la persecución activa que se les hace en este momento. El campo, especialmente donde ha cargado la caballería, ha quedado en todas direcciones sembrado de cadáveres, cuyo número calculo en cerca de 300, teniendo en nuestro poder más de 400 hombres prisioneros. Nuestra pérdida relativa ha sido diminuta."
Un tercer parte del 30 de junio detallaba aún más "La pérdida del enemigo es inmensa con relación al número de combatientes, y consiste en cerca de 300 muertos, 40 heridos y 700 prisioneros. Entre los primeros se cuentan muchos jefes y oficiales cuyos nombres se registran en la adjunta lista, así como el de dos jefes y 16 oficiales entre los prisioneros; habiéndose tomado en combate un cañón de a 2, una bandera, 330 fusiles, lanzas y sables, que el enemigo arrojó en su despavorida fuga"
Por la noche se incendió el campo de batalla para quemar los cadáveres, pero sin retirar a muchos de los heridos que murieron entre las llamas.

## Conducta de las fuerzas nacionales

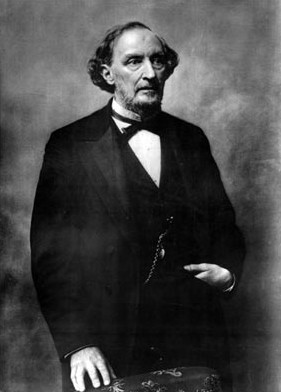
Bartolomé Mitre

Sin que Paunero quisiera o pudiera intervenir, el oriental Sandes hizo una vez más justicia a la fama de brutalidad que lo signaba y "Las Playas fue una verdadera carnicería; similar a Vences y Cañada de Gómez".
Luego de la batalla hubo fusilamientos, entre ellos los del coronel Burgoa y los oficiales Palacios, Cabrera, Gigena y Moral, y se instaló en el sitio del actual General Paz un verdadero campo de concentración de prisioneros que el cronista Sánchez en su libro Hombres y episodios de Córdoba denominó un "campamento de tortura". 
Incluso Domingo Faustino Sarmiento, el mismo que había afirmado "Si Sandes mata gente, cállense la boca. Son animales bípedos de tan perversa condición, que no sé qué se obtenga con tratarlos mejor", declararía ante el Senado Argentino en 1875 que "En Las Playas fueron fusilados por el general Paunero, Comandante General de Armas y Director de la Guerra, el coronel Burgoa, del Ejército Nacional o Libertador en Caseros, mi compañero de campamento, oficial de Rosas y de Urquiza. Fueron fusilados en esa acción en Córdoba el comandante Gigena y Atienzo. El coronel Sandes, del 1° de línea, mandó azotar un número de prisioneros de guerra..."
Ante la masacre, el comandante mitrista Romualdo Pizarro y su hermano Manuel salvaron cuantos heridos y prisioneros estuvieron a su alcance reuniéndolos en el centro de su unidad y conduciéndolos en sus propios caballos a la casa paterna en la ciudad.
En Las Playas, al decir de los cronistas, "el sable de Sandes, más sanguinario a veces que la lanza de Quiroga, después de haberse blandido con furor en el combate, se ensañó sin piedad con el vencido"
Tras la primera jornada, la persecución de largo alcance de los sobrevivientes estuvo a cargo de Luis Álvarez. 
Los derrotados que pudieron huir se dirigieron a Cruz del Eje y de allí a La Rioja, y fueron reconcentrados por Peñaloza en Los Llanos.
José Pío Achával, promotor del levantamiento, no asistió a la batalla y tras conocer su resultado huyó refugiándose con Urquiza en la provincia de Entre Ríos. Luengo huyó a Río Cuarto y se rindió ante las tropas nacionales.
Muchos prisioneros fueron incorporados por la fuerza a las tropas de línea. Algunos oficiales rusos salvados siguieron similar camino. Los hermanos Francisco y Froilán Leyría se incorporaron al Ejército Nacional alcanzando altos grados.